# Deinhardtsteich
Der Deinhardtsteich (oder Deinhardsteich) ist ein künstlicher Teich in Weimar unweit des Lottenbachs im Kirschbachtal. Er geht als Brauereiteich auf die Stadtbrauerei Deinhardt zurück. Der Teich liegt an einer der Kirschbachquellen und existiert noch immer, ohne jedoch noch als Brauereiteich genutzt zu werden. Er liegt im Bereich der sogenannten Weimarer Störung. Ein weiterer kleinerer Teich liegt dem Lottenbach gegenüber nahe der Lotten-Nebenquelle auf dem Grundstück  Damaschkestraße 17. Daher spricht man auch von den „Deinhardtsteichen“.
Der Deinhardtsteich war bereits 1933 bei Insektenkundlern von Interesse. Der Entomologe Otto Rapp (1878–1953) erwähnt ihn diesbezüglich.